# Internet Money Records
Internet Money Records è un'etichetta discografica e collettivo di produttori discografici statunitense fondata dai produttori statunitensi Nick Mira e Taz Taylor nel 2016.
Il collettivo dell'etichetta ha prodotto canzoni di molti artisti importanti, tra i quali Trippie Redd, Juice Wrld, Iann Dior, DaBaby, The Kid Laroi, Lil Tecca, Lil Skies e Lil Mosey.

## Storia
Nick Mira e Taz Taylor fondarono l'etichetta nel 2016, ma raggiunsero la fama nel 2018 producendo brani come Lucid Dreams di Juice Wrld e poi nel 2019 Ransom di Lil Tecca.
Nel 2020 hanno pubblicato il primo album in studio del collettivo, B4 the Storm, con alcuni singoli tra i quali Lemonade con la partecipazione di Don Toliver, Gunna e Nav.

## Composizione
- Taz Taylor  (fondatore)
- Nick Mira  (fondatore)
- Alec
- Bird
- Cxdy
- Etrou
- Frankie
- iann dior
- Jolz
- JR Hitmaker
- KC Supreme
- Lil Spirit
- Manso
- MJ Nichols
- Pharaoh Vice
- Platzuz
- Repko
- Sidepiece
- Turbo
- Trevor Daniel
- TyFontaine
- Edgard
- Boyband

## Discografia

### Album in studio
- 2020 – B4 the Storm

### Singoli
- 2019 – Somebody (con Lil Tecca e A Boogie Wit da Hoodie)
- 2020 – Lemonade (feat. Don Toliver, Gunna & NAV)
- 2020 – Thrustin (con Swae Lee e Future)
- 2020 – Hey! (con Lil Gnar e Lil Keed)
- 2021 – Jetski (feat. Lil Mosey e Lil Tecca)
- 2021 – His & Hers (feat. Don Toliver, Lil Uzi Vert e Gunna)

## Riconoscimenti
American Music Awards
- 2021 – Candidatura alla Canzone hip hop preferita per Lemonade[2]